# Cirrhilabrus aurantidorsalis
Cirrhilabrus aurantidorsalis е вид лъчеперка от семейство Labridae.

## Разпространение
Видът е разпространен в Индонезия.